# Vincent Motorcycles
La Vincent Motorcycles è stata una casa motociclistica britannica attiva dal 1928 al 1955. Fu fondata da Philip Vincent che comprò la HRD Motorcycles, rinominandola inizialmente Vincent HRD, producendo motociclette con motore di altro costruttore. Dal 1934, due nuovi motori furono sviluppati, di 500 cm³ e 1.000 cm³. La produzione crebbe dal 1936, con il maggior sviluppo nel secondo dopoguerra.
Nel 1948 la Vincent Black Shadow fu la motocicletta più veloce al mondo di serie. Il nome dell'azienda cambiò in Vincent Engineers (Stevenage) Ltd. nel 1952 dopo perdite finanziarie dovute al tentativo di sviluppare un prototipo motorizzato Vincent della americana Indian nel 1949. Dalla fine del 1955 l'azienda non produsse più motociclette. Venne liquidata nel 1959.

## Storia

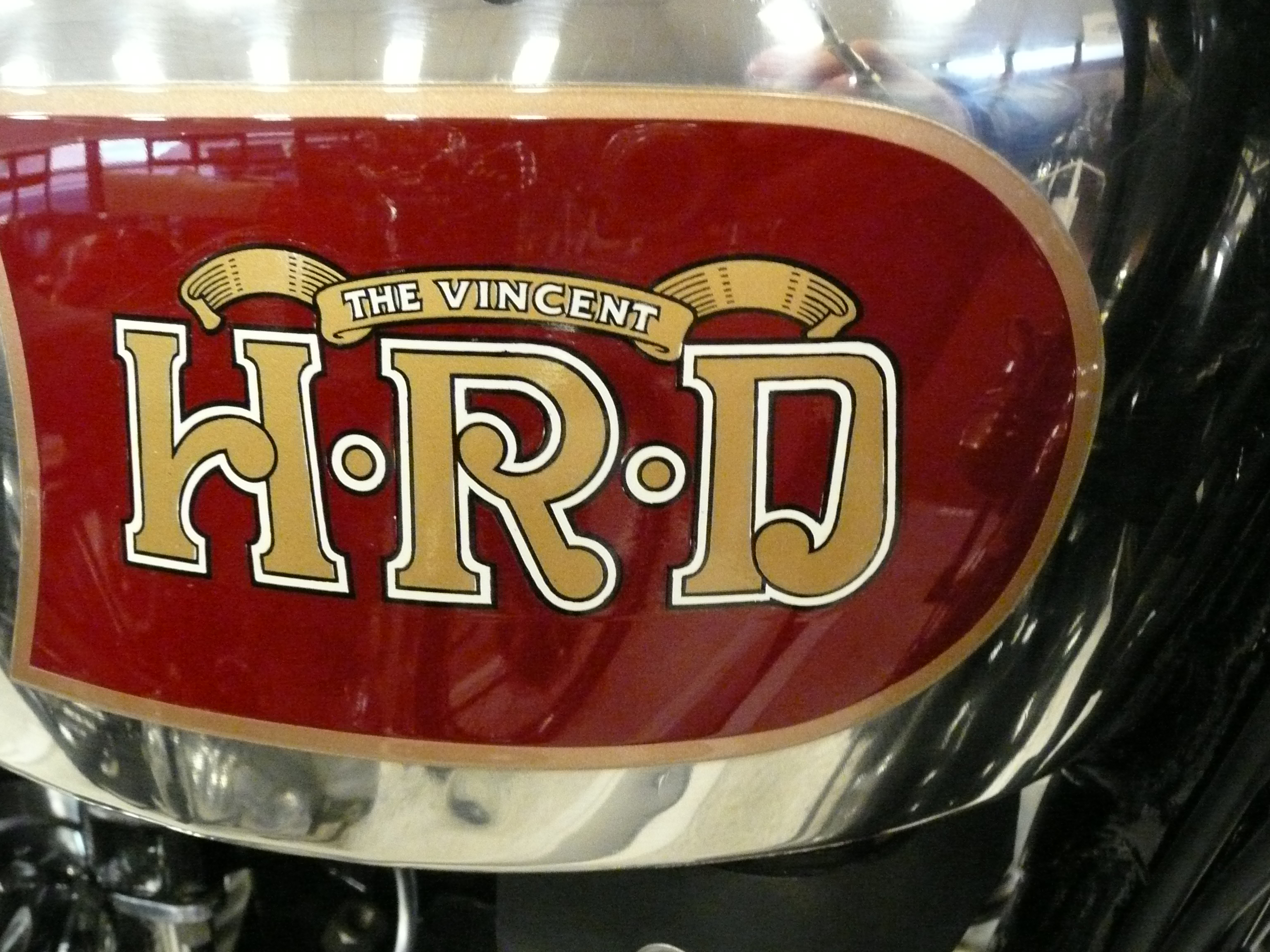
Il logo originario con H.R.D.

Le origini del Marchio risalgono al 1924, quando il pilota motociclistico Howard Raymond Davies presentò al Salone di Londra una moto di sua progettazione, battezzata H.R.D. (dalle sue iniziali), con la quale l'anno successivo vinse il Senior TT ad una media record. Questo successo portò notorietà alla giovane HRD Motorcycles, ma non fu sufficiente a risollevarne i conti: nel 1928 la H.R.D. chiuse i battenti.
Nel maggio 1928 il marchio fu rilevato da Philip Vincent, studente universitario di ricca famiglia, il quale spostò la sede da Wolverhampton a Stevenage. Primo prodotto della neonata Vincent HRD fu una monocilindrica con motore JAP dotata di una sospensione posteriore a cantilever ideata da Vincent qualche anno prima. Negli anni successivi costruì moto con motore JAP, Rudge, Villiers e Blackburne; dal 1934 si affiancò una moto con motore 500 cm³ monocilindrico con distribuzione a valvole in testa azionate da camme rialzate progettato dall'australiano Philip Irving, capo ingegnere Vincent dal 1931.
Al Salone di Londra 1936 la Vincent HRD fece sensazione presentando il modello Rapide, spinto da un bicilindrico a V di un litro e dotato della sospensione posteriore a cantilever. Con i suoi 45 CV la moto raggiungeva e superava i 170 km/h di velocità massima. Se ne costruirono solo 78 fino allo scoppio della Seconda guerra mondiale, principalmente a causa del prezzo elevato (600 sterline).
Durante il conflitto la Casa costruì munizioni e motori nautici per impieghi militari. La produzione motociclistica ripartì nel 1945 con una nuova versione della Rapide (la serie "B"), con motore rivisto: l'angolo tra i cilindri è incrementato da 47,5° a 50°, le valvole sono ora racchiuse in bagno d'olio, il cambio è in blocco col motore, la trasmissione è rinforzata e il telaio è rivisto (da monoculla a monotrave con motore portante). Con la nuova Rapide iniziarono anche le esportazioni verso gli USA, che portarono nel 1948 la Vincent ad abbandonare la sigla HRD per evitare confusioni con l'Harley-Davidson. Del 1948 è anche la Black Shadow, versione potenziata della Rapide, che con i suoi 55 CV poteva raggiungere i 200 km/h, diventando all'epoca la moto più veloce del mondo; il suo nome derivava dalla colorazione nera della carrozzeria e del motore.

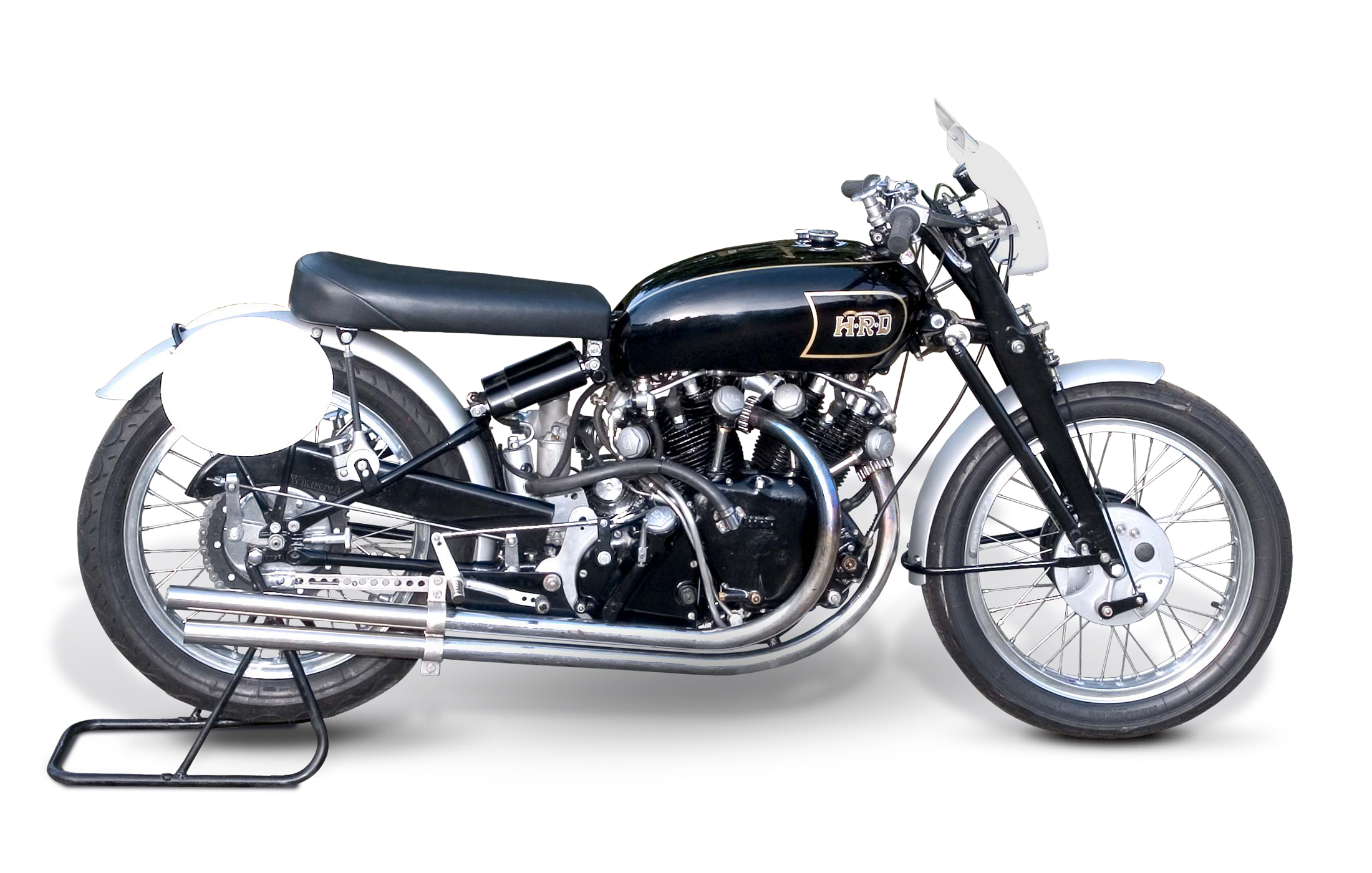
Vincent Black Lightning

Il 1949 vede il lancio della serie "C", caratterizzata dalla sospensione anteriore "Girdraulic". La nuova generazione di Vincent comprende, oltre alle Rapide e alle Black Shadow, due nuovi modelli: la White Shadow, identica alla Black Shadow ma con motore non verniciato, e la Black Lightning, modello destinato esclusivamente alle competizioni, alleggerito, potenziato a 70 CV e con una velocità massima garantita di 240 km/h. Alle bicilindriche continuarono ad affiancarsi le monocilindriche 500 cc Meteor e Comet.
Nel 1954 fu presentata la serie "D", composta dalla monocilindrica Comet, dalle bicilindriche Rapide e Black Shadow e da tre nuovi modelli, Victor, Black Knight e Black Prince, ovvero Comet, Rapide e Black Shadow dotate di un'estesa carenatura in vetroresina. Tali modelli non furono sufficienti a rinverdire i fasti degli anni precedenti, e inoltre le versioni carenate non riscossero il successo sperato (la Victor addirittura non superò mai lo stadio di prototipo). Nell'estate 1955 Philip Vincent annunciò l'intenzione di cessare la produzione delle sue motociclette per dedicarsi alla produzione di parti di ricambio, componentistica meccanica, motori industriali e nautici ed all'importazione delle moto NSU.

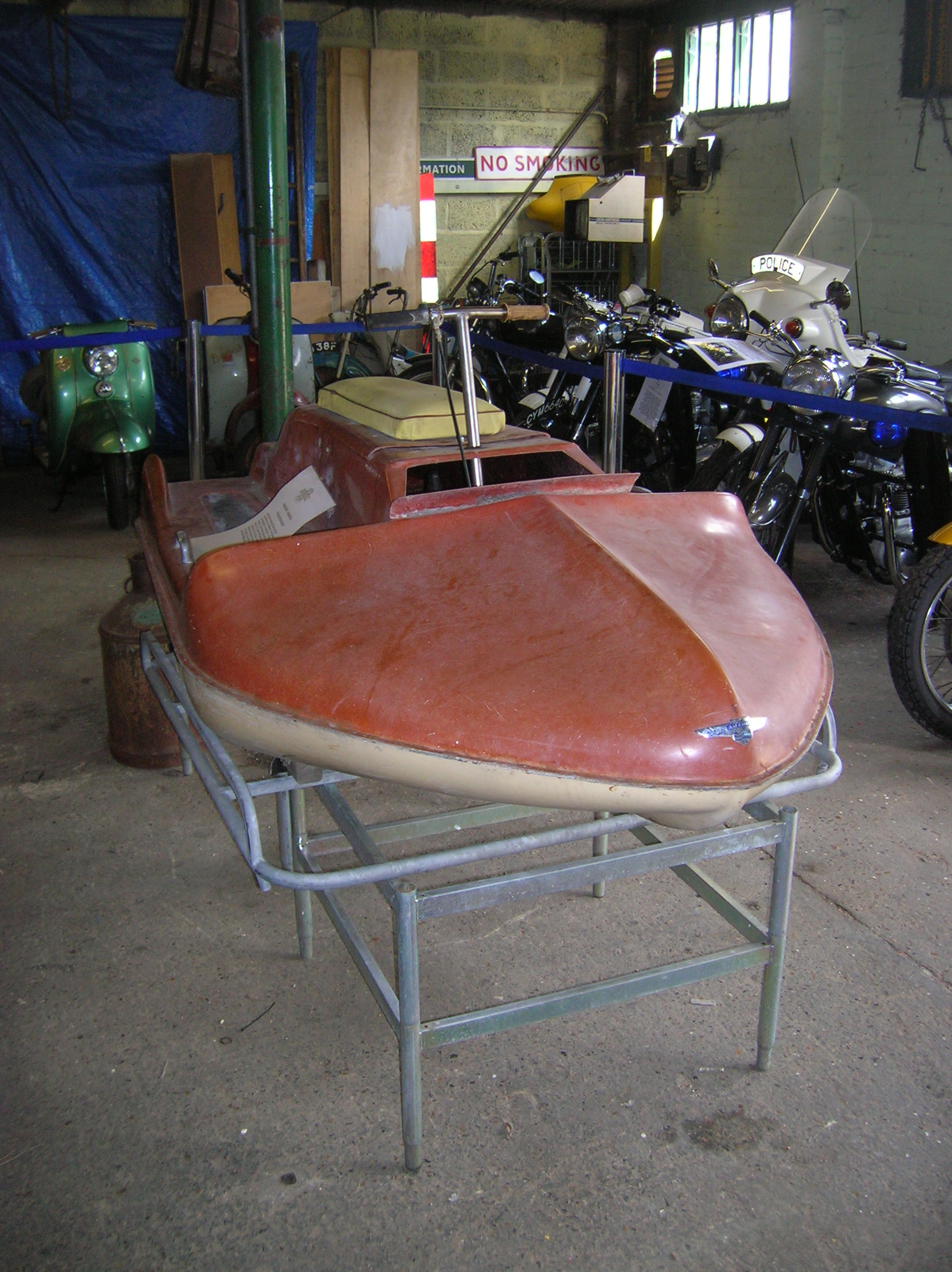
Vincent Amanda, la moto d'acqua presente al London Motorcycle Museum

## "The Last" Vincent Motorcycle
Durante la cena di gala Vincent Owners' Club nell'estate 1955, Phil Vincent annuncia di non poter più proseguire l'attività, causa le perdite finanziarie, cessando la produzione.
L'ultima moto Vincent, una Black Prince, uscì dagli stabilimenti di Stevenage il 16 dicembre 1955, etichettata "The Last".
In tutto furono costruite 11.036 motociclette Vincent, di cui 6.852 bicilindriche.

## Oltre le motociclette
L'azienda venne riconvertita all'engineering, alla produzione di motori industriali, e alla moto d'acqua Amanda. Un tecnico della Vincent perse la vita provandola.
Vincent tentò di fornire motori per il velivolo target ML Aviation U120D. Il motore passo i test molto severi e venne chiamato Picador. Il motore fu aggiornato con vari accorgimenti, ma non ebbero vinta la commessa.
L'azienda venne messa in liquidazione coatta amministrativa nel 1959. Il marchio e la fabbrica furono acquisite da Harper Engines Ltd., di Stevenage e successivamente da altre società.